# Känslor säljer / Miljonär
Känslor säljer / Miljonär är det tredje studioalbumet av den svenska indiepopgruppen Solen, utgivet den 24 mars 2017 på Playground Music.

## Låtförteckning
1. "Stäng igen stan" – 4:18
2. "Miljonär" – 3:24
3. "Sämst i världen" – 4:39
4. "Olof, kära Olof" – 3:13
5. "Acne" – 3:48
6. "Leonore" – 2:25
7. "Känslor säljer" – 3:24
8. "Det bästa jag gjort" – 2:22
9. "Alicia" – 1:55
10. "Harpun" – 4:58